# Burg Horn (Lippe)
Burg Horn ist eine gut erhaltene Stadtburg in der lippischen Stadt Horn-Bad Meinberg.

## Lage
Die Burg liegt im Kreis Lippe am östlichen Rand des Eggegebirges. Sie ist unmittelbar am nördlichen Rande des mittelalterlichen Stadtkerns des Ortsteils Horn auf einer Höhe von ca. 230 Metern über NN gelegen. Die Kreisstadt Detmold befindet sich 8 Kilometer nordnordöstlich und die nächstgelegene Großstadt Bielefeld 34 Kilometer nordwestlich.

## Geschichte

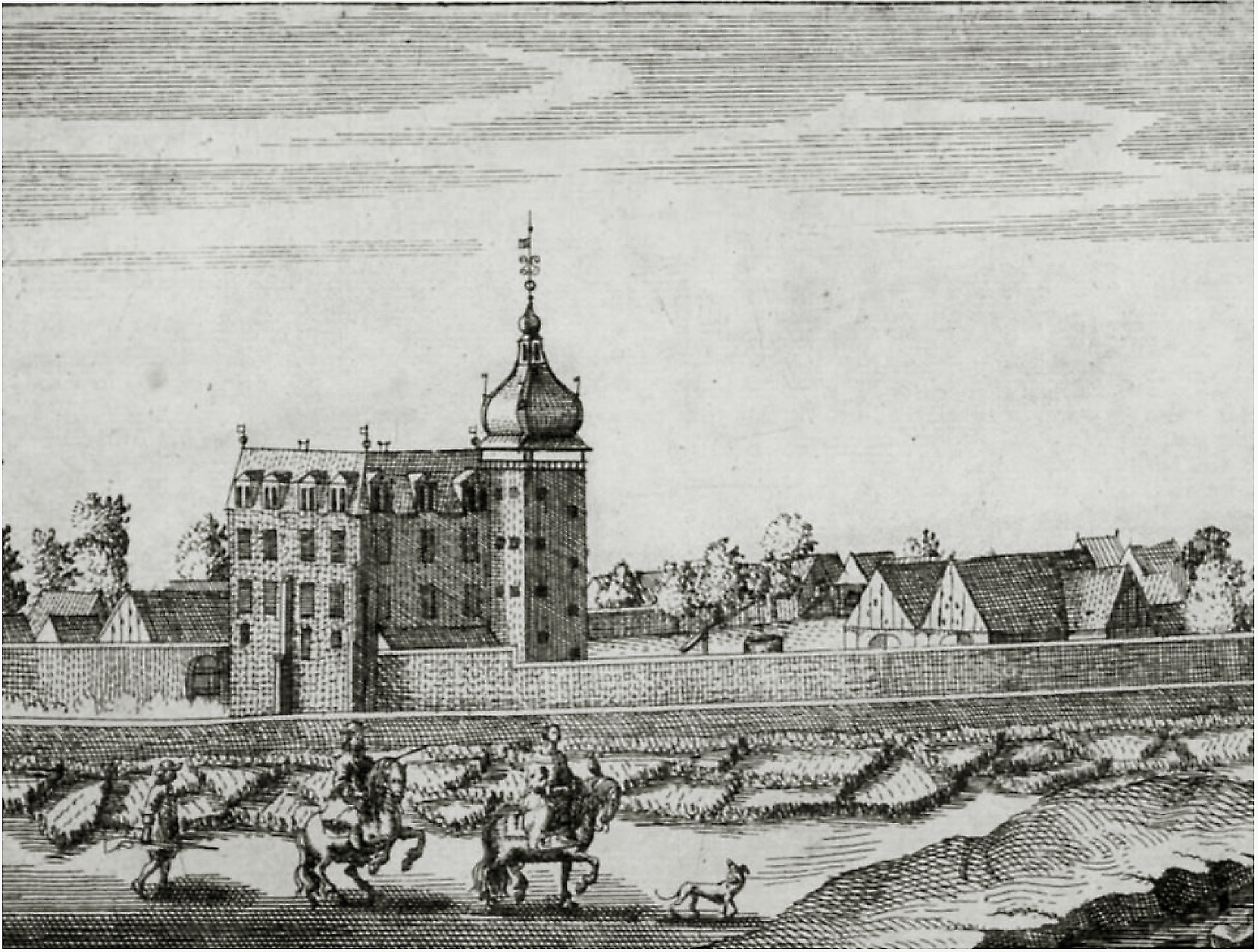
Burg Horn um 1663

Das genaue Erbauungsdatum der Burg ist nicht bekannt. Die Stadt Horn wurde um das Jahr 1248 planmäßig angelegt. Die neue Stadt wurde in den darauf folgenden Jahren befestigt und erhielt eine Stadtmauer. Vermutlich entstanden auch zu dieser Zeit beim Bau der Stadtmauer, in die die Burg integriert war, erste Teile der Burg. Die erste Nennung der Burg erfolgte im Jahr 1326 als Steinernes Haus im Zusammenhang mit einer Marienkapelle. Die Fertigstellung der Burg erfolgte im Jahre 1348.
Die Burg wurde als Wehr- und Wohnanlage von dem Edelherren Bernhard V. zur Lippe erbaut und diente dem Geschlecht, das sich später Grafen zur Lippe nannte, unter anderem als Residenz, Amtshaus, Witwensitz, Kornspeicher und Amtsgefängnis.
Mehrfach wurden die Burg und ihre Besitzer in kriegerische Auseinandersetzungen verwickelt wie zum Beispiel in den Jahren 1444–1449 bei der Soester Fehde.
Im Jahr 1605 eroberten der Dekan des Stiftes Lüttich und Konsorten, während der Abwesenheit des Burgherren Rene de Cerclair, die Festung. Als Verwalter wurde Heinrich von Reuschenberg zu Overbach eingesetzt. Dieser ließ den mittlerweile zu Verhandlungen angereisten Burgherren, entgegen den üblichen Gepflogenheiten, für mehrere Monate einkerkern.
Ob während des Dreißigjährigen Krieges neben der Stadt auch die Burg in Mitleidenschaft gezogen wurde, ist nicht bekannt. In den Jahren 1656–1659 erfolgte jedenfalls ein Umbau durch den Grafen Hermann Adolf zur Lippe, bei dem auch barocke Stilelemente hinzugefügt wurden. Markant ist vor allem das barocke Treppenhaus mit dem Portal und einer Schweifhaube. Über dem Portal ist die Jahreszahl 1659 zu lesen, zu sehen sind auch die Familienwappen der Erbauer.
Im 18. Jahrhundert verfiel die mittlerweile bedeutungslos gewordene Burg, so dass Teile des Turmes und das dritte Obergeschoss des Wohngebäudes abgetragen werden mussten. Erst in den Jahren 1983 bis 1989 wurde die Anlage in drei Bauabschnitten umfassend restauriert und teilweise wieder aufgebaut. So erhielt der Bergfried sein drittes Obergeschoss wieder und wurde überdacht.

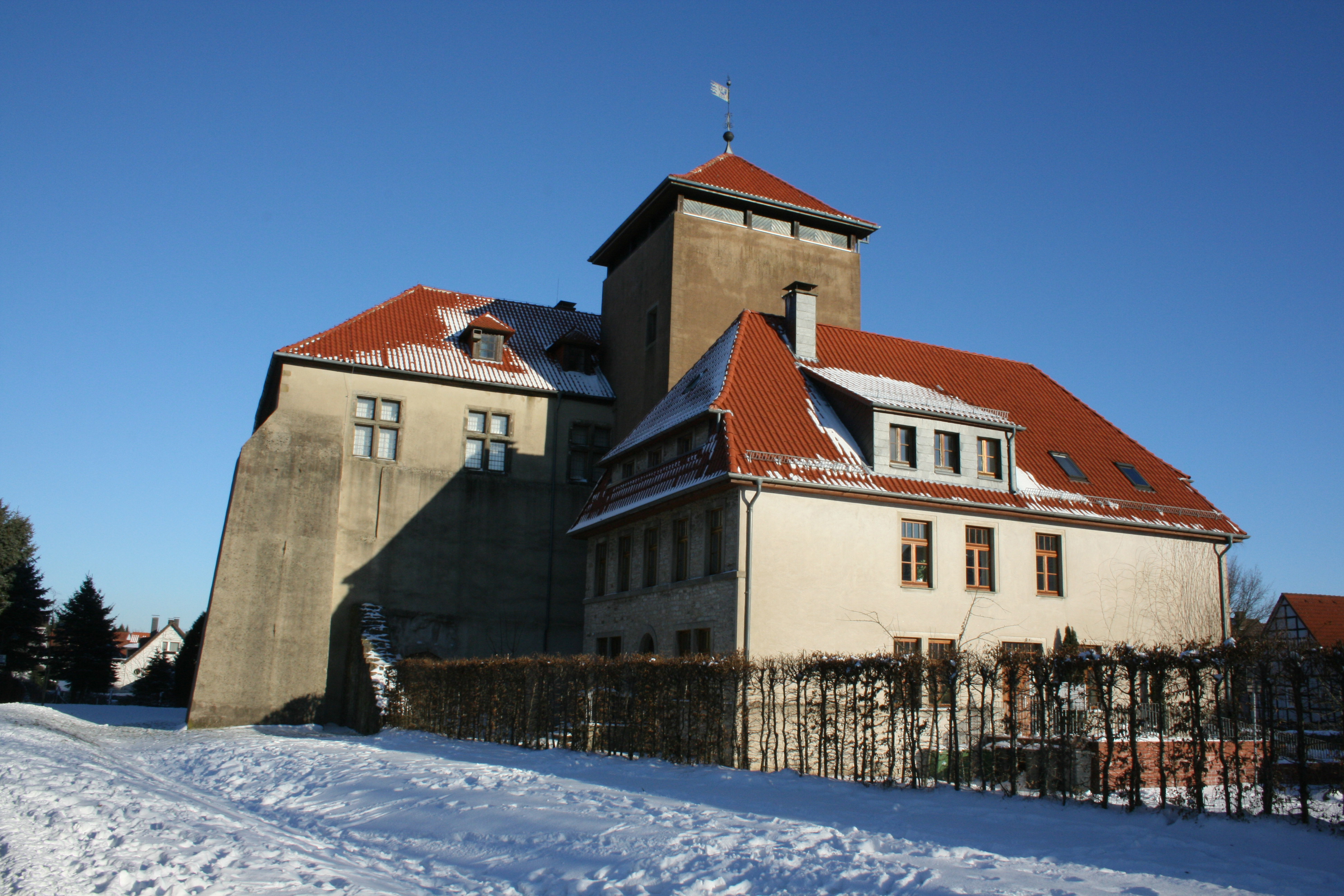
Rückseite Burg Horn (Winter 2008/09)

## Heute
Die nahe der Innenstadt von Horn gelegene Burg besteht im Wesentlichen aus dem Wohngebäude sowie dem angebauten Bergfried. Direkt benachbart befindet sich die Burgscheune aus dem Jahre 1744.
In der Burg befinden sich Räumlichkeiten für diverse Veranstaltungen sowie im Obergeschoss das vom Heimatverein getragene Burgmuseum, das die Geschichte der Burg und der Stadt veranschaulicht. In einem an die Burg angebauten Verwaltungsgebäude liegt die Polizeistation.
Teile der nicht bewirtschafteten Burg können im Rahmen eines Museumsbesuchs besichtigt werden.